# Embley
Embley – wieś w Anglii, w hrabstwie Hampshire, w dystrykcie Test Valley. Leży 13 km na południowy zachód od miasta Winchester i 114 km na południowy zachód od Londynu.